# Semioptila semiflava
Semioptila semiflava is een vlinder uit de familie Himantopteridae. De wetenschappelijke naam van deze soort is voor het eerst geldig gepubliceerd in 1928 door Talbot.
De soort komt voor in tropisch Afrika.